# Allobates cepedai
Allobates cepedai är en groddjursart som först beskrevs av Morales 2002.  Allobates cepedai ingår i släktet Allobates och familjen Aromobatidae. IUCN kategoriserar arten globalt som otillräckligt studerad. Inga underarter finns listade i Catalogue of Life.